# Manfred Gottschalk
Manfred Gottschalk SAC (* 16. Januar 1932 in Breslau; † 20. April 1982) war Bischof von Oudtshoorn.

## Leben
Er wurde am 16. Juli 1960 zum Priester geweiht. Papst Paul VI. ernannte ihn am 6. März 1969 zum Bischof von Oudtshoorn. Der Erzbischof von Kapstadt, Owen Kardinal McCann, spendete ihm am 11. Juni desselben Jahres die Bischofsweihe; Mitkonsekratoren waren Johannes Baptist Lück SCI, Bischof von Aliwal, und Ernest Arthur Green, Bischof von Port Elizabeth.